# Sebastian County
Das Sebastian County ist ein County im US-Bundesstaat Arkansas. Der Verwaltungssitz (County Seat) ist Fort Smith.

## Geografie
Das County liegt im Nordwesten von Arkansas, grenzt im Westen an Oklahoma und hat eine Fläche von 1414 Quadratkilometern, wovon 25 Quadratkilometer Wasserfläche sind. Es grenzt an folgende Countys:
| Sequoyah County (Oklahoma) | Crawford County |                 |
|                            |                 | Franklin County |
| Le Flore County (Oklahoma) | Scott County    | Logan County    |

## Geschichte

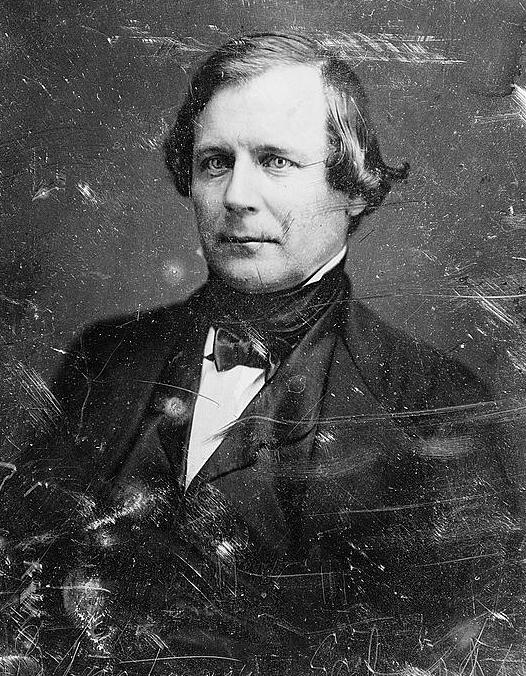
William K. Sebastian

Sebastian County wurde am 10. Januar 1851 aus Teilen des Crawford County, des Polk County, des Scott County und des Van Buren County gebildet. Benannt wurde es nach William K. Sebastian, einem frühen Richter in Arkansas und US-Senator.
Der erste Europäer in diesem Gebiet war wohl Hernando de Soto, als er den Südosten Amerikas erforschte.
1875 wurde Richter Isaac Charles Parker für das Gebiet in und um Fort Smith als Gerichtspräsident für zuständig erklärt und trat die Nachfolge von William Story an, da dieser der Korruption überführt worden war. Schnell erlangte er den Ruf als harter Richter. Er verurteilte mehrere Menschen zum Tod am Galgen und erwarb sich den Spitznamen Hanging Judge. Durch sein Einwirken kamen legendäre Gesetzeshüter wie Bass Reeves und Heck Thomas in diese Gegend, die auch das Indianerterritorium auf der Suche nach Kriminellen durchstreiften. In den 21 Jahren, in denen er dort das Amt innehatte, starben 65 US Marshals bei der Ausübung ihres Dienstes. Fort Smith festigte seinen Ruf als Grenzstadt des alten Westens in dieser Zeit.

## Demografische Daten
Nach der Volkszählung im Jahr 2000 lebten im Sebastian County 115.071 Menschen in 45.300 Haushalten und 30.713 Familien. Die Bevölkerungsdichte betrug 83 Einwohner pro Quadratkilometer. Ethnisch betrachtet setzte sich die Bevölkerung zusammen aus 82,34 Prozent Weißen, 6,16 Prozent Afroamerikanern, 1,57 Prozent amerikanischen Ureinwohnern, 3,51 Prozent Asiaten, 0,05 Prozent Bewohnern aus dem pazifischen Inselraum und 3,71 Prozent aus anderen ethnischen Gruppen; 2,67 Prozent stammten von zwei oder mehr Ethnien ab. Unabhängig von der ethnischen Zugehörigkeit waren 6,70 Prozent der Bevölkerung spanischer oder lateinamerikanischer Abstammung.
Von den 45.300 Haushalten hatten 32,8 Prozent Kinder oder Jugendliche im Alter unter 18 Jahre, die mit ihnen zusammen lebten. 52,4 Prozent waren verheiratete, zusammenlebende Paare, 11,3 Prozent waren allein erziehende Mütter, 32,2 Prozent waren keine Familien. 27,5 Prozent aller Haushalte waren Singlehaushalte und in 10,0 Prozent lebten Menschen im Alter von 65 Jahren oder darüber. Die Durchschnittshaushaltsgröße lag bei 2,49 und die durchschnittliche Familiengröße bei 3,04 Personen.
26,0 Prozent der Bevölkerung waren unter 18 Jahre alt, 9,2 Prozent zwischen 18 und 24, 29,5 Prozent zwischen 25 und 44, 22,3 Prozent zwischen 45 und 64 und 13,0 Prozent waren 65 Jahre oder älter. Das Durchschnittsalter betrug 36 Jahre. Auf 100 weibliche Personen kamen 95,3 männliche Personen und auf 100 Frauen im Alter von 18 Jahren und darüber kamen durchschnittlich 92,1 Männer.
Das jährliche Durchschnittseinkommen eines Haushalts betrug 33.889 USD, das Durchschnittseinkommen der Familien 41.303 USD. Männer hatten ein Durchschnittseinkommen von 30.056 USD, Frauen 22.191 USD. Das Prokopfeinkommen betrug 18.424 USD. 10,4 Prozent der Familien und 13,6 Prozent der Einwohner lebten unterhalb der Armutsgrenze.

## Kultur und Sehenswürdigkeiten

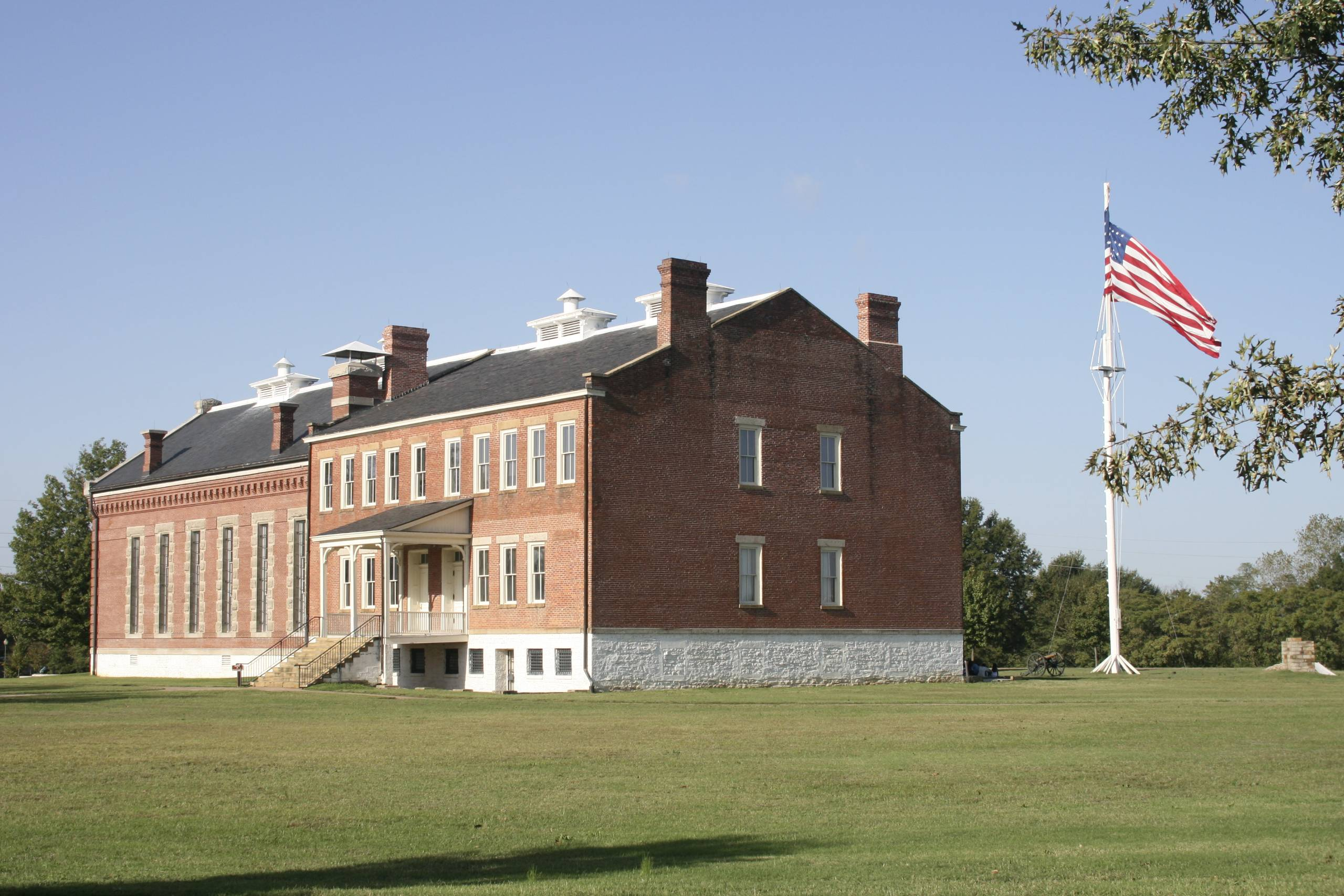
Fort Smith National Historic Site (2007). Dieses ehemalige Fort der United States Army aus dem 19. Jahrhundert wurde im Dezember 1960 als National Historic Landmark ausgezeichnet.

59 Bauwerke, Stätten und historische Bezirke (Historic Districts) des Countys sind im National Register of Historic Places („Nationales Verzeichnis historischer Orte“; NRHP) eingetragen (Stand 18. Juli 2022), darunter das Gerichts- und Verwaltungsgebäude des County sowie drei Lokomotiven und sieben Kirchen. Die Fort Smith National Historic Site zählt als National Historic Site („Nationale historische Stätte“) und hat den Status eines National Historic Landmarks („Nationales historisches Wahrzeichen“).

## Orte im Sebastian County
- Apex
- Arkola
- Barling
- Bashe
- Big Rock
- Bloomer
- Bonanza
- Buell
- Burnville
- Carnis
- Cavanaugh
- Central City
- Crossroads
- Dayton
- Diamond Grove
- Enterprise
- Excelsior
- Fort Chaffee
- Fort Smith
- Fox Hill
- Frog Town
- Greenwood
- Hackett
- Hartford
- Huntington
- Island
- Jenson
- Lavaca
- Liberty
- Mansfield1
- Massard
- Midland
- Mill Creek
- Milltown
- Montreal
- New Jenny Lind
- Oak Park
- Old Jenny Lind
- Patterson
- Prairie Creek
- Riverdale
- Slaytonville
- South Fort Smith
- Ursula
- Washburn
- West Hartford
- Witcherville

1 – teilweise im Scott County

Townships
- Bass Little Township
- Beverly Township
- Big Creek Township
- Bloomer Township
- Center Township
- Cole Township
- Dayton Township
- Diamond Township
- Fort Chaffee Township
- Hartford Township
- Island Township
- Jim Fork Township
- Lon Norris Township
- Marion Township
- Mississippi Township
- Mont Sandels Township
- Prairie Township
- Rogers Township
- Sugarloaf Township
- Upper Township
- Washburn Township
- White Oak Township